# Simarouba amara
Simarouba amara är en bittervedsväxtart som beskrevs av Jean Baptiste Christophe Fusée Aublet. Simarouba amara ingår i släktet Simarouba och familjen bittervedsväxter. Inga underarter finns listade i Catalogue of Life.